# Pyšolec (přírodní rezervace)
Pyšolec je přírodní rezervace ve správních územích obcí Bystřice nad Pernštejnem, Koroužné a Vír v okrese Žďár nad Sázavou v Kraji Vysočina. Tvoří ji komplex květnatých bučin, suťových lesů a lesních lemů s výskytem měkkýšů a hmyzu vázaného na odumírající dřevní hmotu.

## Historie
Území se nachází v oblasti zasažené ve 21. století kůrovcovou kalamitou a do roku 2020 byla většina zasažených lesních porostů odtěžena. Díky svažitosti terénu přírodní rezervace s pestrým druhovým složením listnatého lesa se i v kůrovcem postižených oblastech objevuje příměs původních dřevin. Zemědělské hospodaření nemá na chráněné území podstatný vliv. Zřícenina hradu Pyšolec zvyšuje pestrost biotopů o stanoviště vyhledávaná světlomilnými druhy rostlin a živočichů.
Chráněné území poprvé vyhlásil Krajský úřad Kraje Vysočina v kategorii přírodní rezervace s účinností od 23. září 2021. K novému vyhlášení došlo 25. ledna 2024.

## Přírodní poměry
Přírodní rezervace s rozlohou 34,2 hektarů leží v katastrálních územích Kobylnice nad Svratkou, Koroužné, Pivonice u Lesoňovic a Vír v okrese Žďár nad Sázavou v Kraji Vysočina. Leží v Hornosvratecké vrchovině v nadmořské výšce 365–532 metrů.

### Abiotické poměry
Geologické podloží tvoří metamorfované horniny moldanubika: dvojslídlné svory, migmatity až ortoruly s vložkami erlanu a serpentinitu. Na nich se vyvinuly půdní typy kambizem modální a ranker modální. V geomorfologickém členění Česka přírodní rezervace leží v celku Hornosvratecká vrchovina, podcelku Nedvědická vrchovina a okrsku Vírská vrchovina. Nachází se na příkrém skalnatém svahu nad pravým břehem Svratky, vrchu se zříceninou Pyšolec a v hlubokém údolí drobného vodního toku. Celá oblast leží v povodí Svratky. V rámci Quittovy klasifikace podnebí se přírodní rezervace nachází v mírně teplé oblasti MT3, v níž ročně spadne 600–750 milimetrů srážek a počet dnů s teplotou nad 10 °C bývá 120–140.

### Flóra
Většinu území porůstá květnatá bučina s dominantním bukem lesním (Fagus sylvatica) a s příměsí javoru klenu (Acer pseudoplatanus), javoru mléče (Acer platanoides), v dolní částí svahu také habru obecného (Carpinus betulus) a vzácně se vyskytujícího jilmu horského (Ulmus glabra) a jedle bělokoré (Abies alba).
Z ohrožených a vzácnějších druhů rostlin na lokalitě roste dymnivka bobovitá (Corydalis intermedia), jalovec obecný (Juniperus communis), jmelí bílé jedlové (Viscum album subsp. abietis), kyčelnice devítilistá (Dentaria enneaphyllos), lilie zlatohlavá (Lilium martagon), rozrazil horský (Veronica montana), rybíz alpínský (Ribes alpinum) a vemeník zelenavý (Platanthera chlorantha).

### Fauna
V rezervaci bylo zjištěno velké množství druhů hmyzu vázaného na listnaté lesy, mrtvé a odumírající dřevo. V roce 2019 bylo nalezeno 271 druhů brouků, z nichž se 25 nachází v Červeném seznamu a dva druhy jsou zvláště chráněné. Výjimečný je nález kriticky ohrožené snovačky Bösenbergovy (Theridion boesenbergi), jejíž výskyt je vázán na spodní větve solitérních křovin, popř. prostor pod kameny. Z dalších druhů hmyzu byli na lokalitě nalezeni například šestiočka důlkatá (Dysdera moravica), příčnatka hřebínková (Hahnia ononidum), skálovka hajní (Zelotes apricorum), běžník poutavý (Xysticus lanio), pýchavkovník červcový (Endomychus coccineus), lesák rumělkový (Cucujus cinnaberinus) nebo několik druhů krasců.
Ze 41 zjištěných druhů měkkýšů patří k téměř ohroženým zemoun skalní (Aegopis verticillus). Na skalních sutích žije aksamítka sametová (Causa holosericea) a výchozy skal obývá skalnice kýlnatá (Helicigona lapicida). Kromě nich se v území vyskytuje sklovatka rudá (Daudebardia rufa), řasnatka břichatá (Macrogastra ventricosa), skelnička zjizvená (Vitrea subrimata), závornatka kyjovitá (Clausilia pumila) nebo chlupatka jednozubá (Petasina unidentata).
Zranitelné a ohrožené obratlovce zastupuje mlok skvrnitý (Salamandra salamandra). Přímo v chráněném území hnízdí krahujec obecný (Accipiter nisus), holub doupňák (Columba oenas), strakapoud malý (Dryobates minor), strakapoud prostřední (Dendrocopos medius), krkavec velký (Corvus corax), puštík obecný (Strix aluco), lejsek malý (Ficedula parva) a lejsek bělokrký (Ficedula albicollis). V okolí se vyskytuje také volavka popelavá (Ardea cinerea), čáp černý (Ciconia nigra), rorýs obecný (Apus apus), výr velký (Bubo bubo), ťuhýk obecný (Lanius collurio) nebo křepelka polní (Coturnix coturnix).

## Ochrana přírody
Předmětem ochrany jsou ekosystémy květnatých bučin (80 % rozlohy), lesních lemů (asi 5 % rozlohy), dále společenstva hmyzu vázaná na mrtvou a odumírající dřevní hmotu a společenstva měkkýšů v přirozených lesních porostech, sutích a lesních prameništích. Ke konkrétním druhům v předmětu ochrany patří snovačka Bösenbergova, krytohlav Cryptocephalus sexpunctatus, zemoun skalní, mlok skvrnitý, holub doupňák a strakapoud prostřední. Cílem ochrany je zachování jejich životaschopné populace a udržení stávajících ekosystémů.

## Přístup
Do severní části chráněného území se zříceninou hradu Pyšolec vede červeně značená turistická trasa z Kobylnice do Víru.